# Eccles (Nord)
Eccles ist eine französische Gemeinde im Département Nord in der Region Hauts-de-France. Sie gehört zum Arrondissement Avesnes-sur-Helpe und zum Kanton Fourmies.

## Geografie
Die Gemeinde Eccles liegt im Regionalen Naturpark Avesnois, 13 Kilometer südöstlich von Maubeuge und vier Kilometer westlich der Grenze zu Belgien. Sie grenzt im Norden und Osten an Bérelles, im Südosten und Süden an Solre-le-Château sowie im Westen an Solrinnes.

## Bevölkerungsentwicklung
| Jahr                       | 1962 | 1968 | 1975 | 1982 | 1990 | 1999 | 2008 | 2013 | 2020 |
| Einwohner                  | 110  | 110  | 101  | 111  | 113  | 111  | 107  | 95   | 84   |
| Quellen: Cassini und INSEE |      |      |      |      |      |      |      |      |      |

## Sehenswürdigkeiten
- Kirche Saint-Martin aus dem 16. Jahrhundert
- Kapelle Notre-Dame-de-Liesse aus dem Jahr 1873
- Gefallenendenkmal

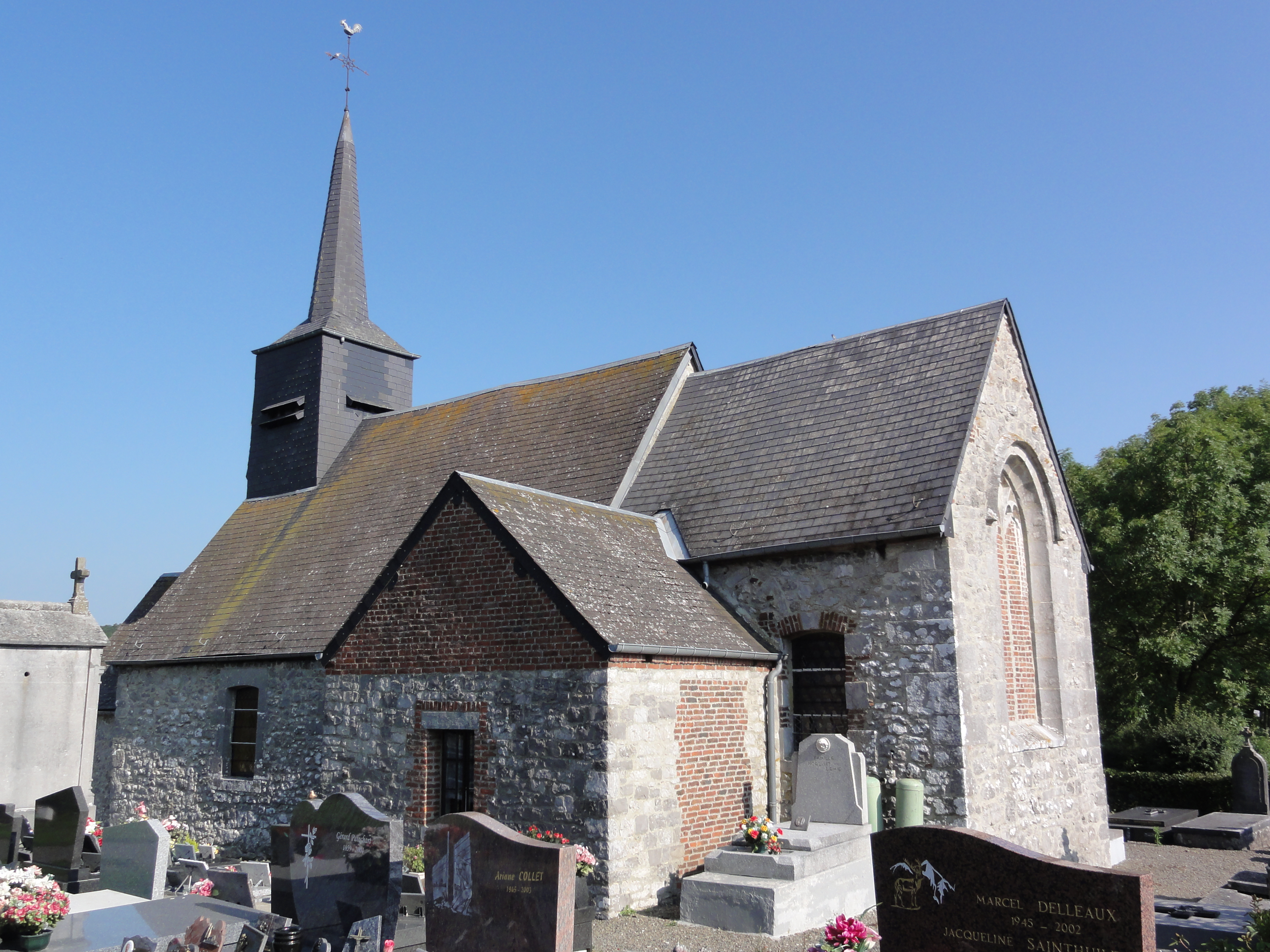
Kirche Saint-Martin
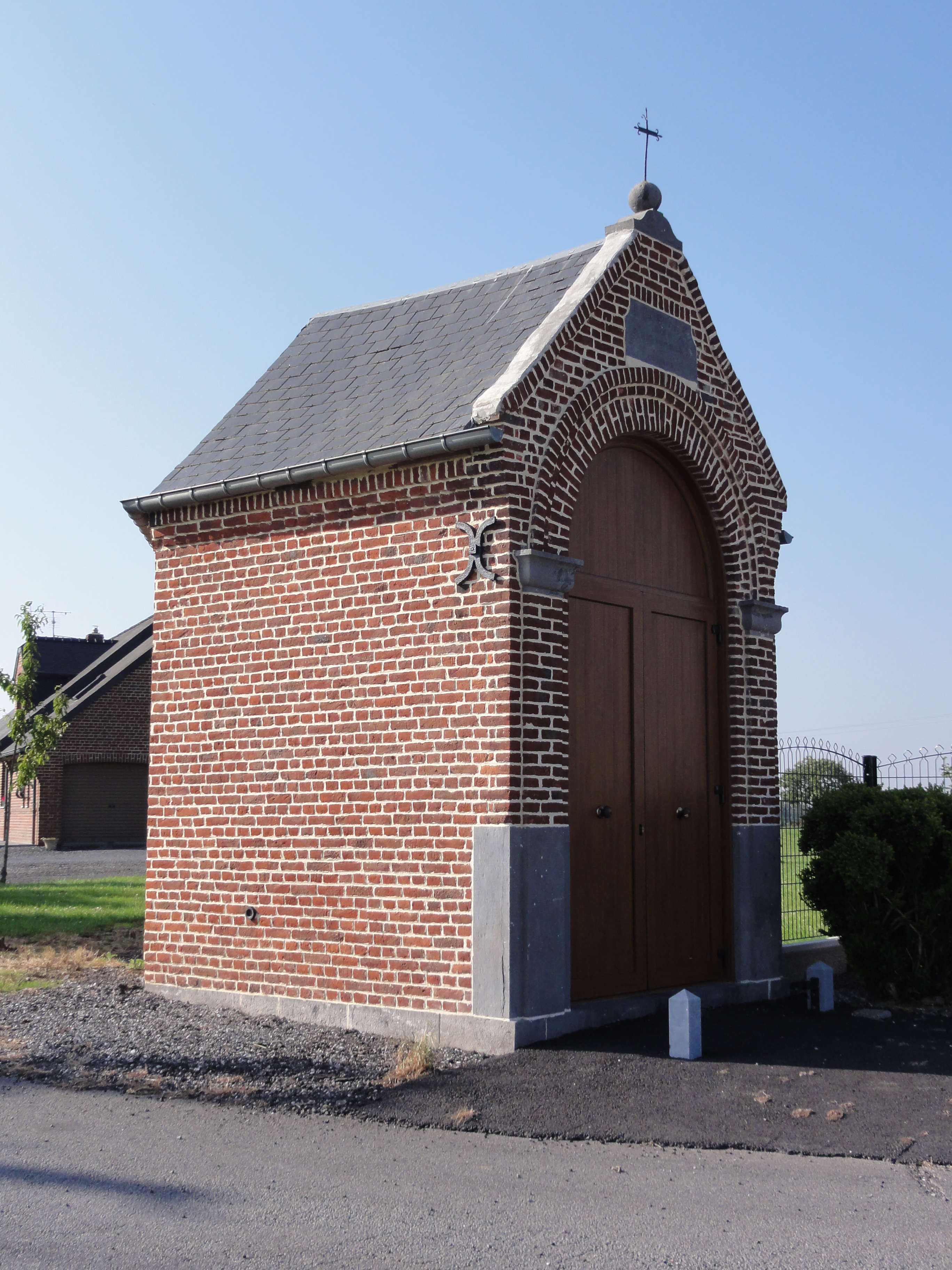
Kapelle Notre-Dame-de-Liesse
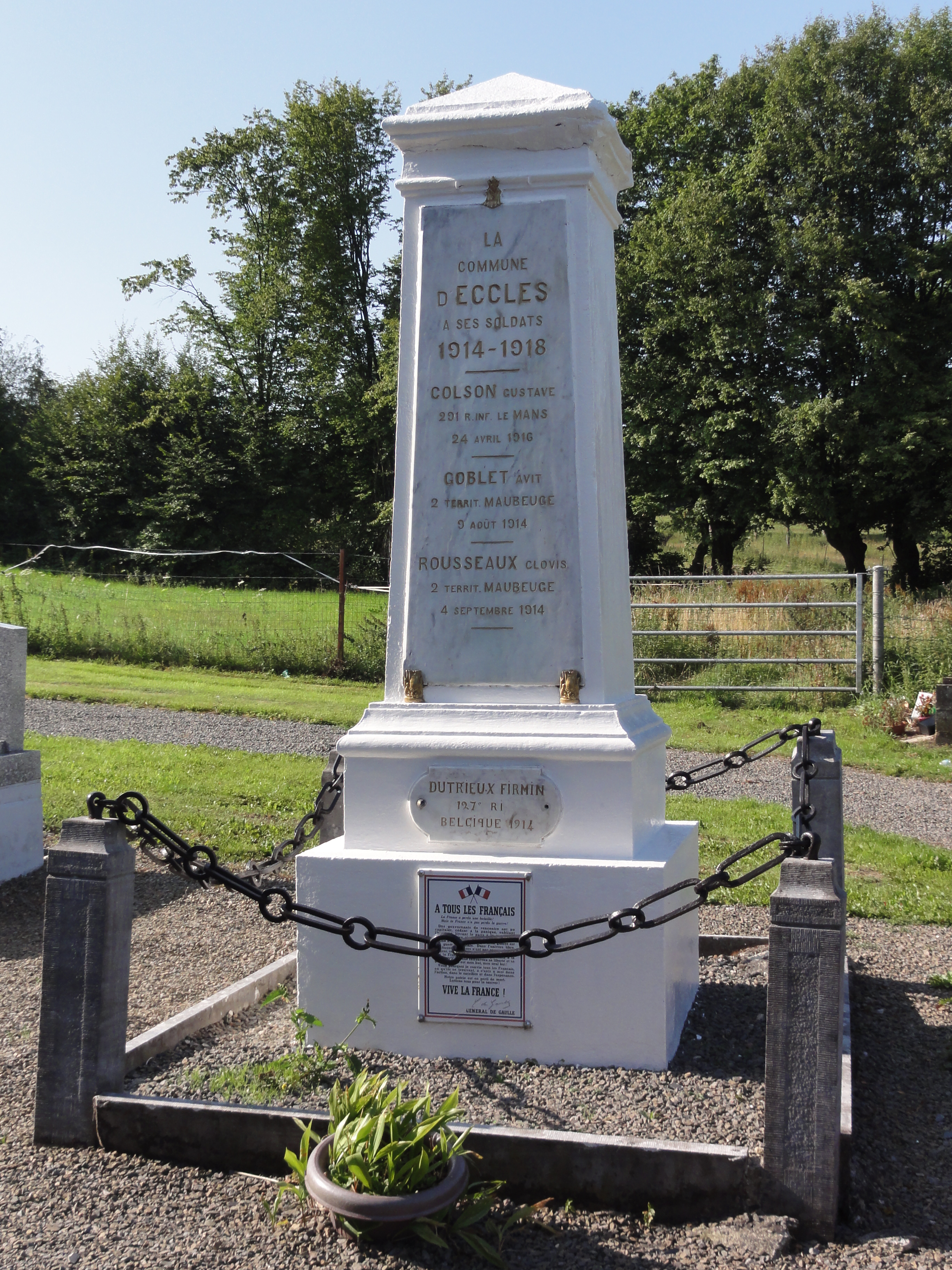
Gefallenendenkmal